# Вибори до Райхстагу 1932 (липень)
Вибори до Райхстаґу 1932 (липень) (нім. Reichstagswahl Juli 1932) — вибори до Райхстаґу Німеччини, що відбулись 31 липня 1932 року.
Загальні вибори 31 липня 1932 характеризувалися високою явкою — 83,4%. На цих виборах націонал-соціалісти отримали найбільшу кількість голосів. Соціал-демократична партія Німеччини, яка  протягом тривалогу була найбільшою партією часу у райхстазі, опинилася на другомі місці.
Нову сесію райстаґу відкрила Клара Цеткін, як найстарший за віком депутат. Головою райстаґу  було обрано Германа Герінга.
| Партія                                                    | Процент голосів (зміна) | Процент голосів (зміна) | Місць (зміна) | Місць (зміна) |
| --------------------------------------------------------- | ----------------------- | ----------------------- | ------------- | ------------- |
| Націонал-соціалістична робітнича партія Німеччини (NSDAP) | 37,8%                   | +19,0%                  | 230           | +123          |
| Соціал-демократична партія (SPD)                          | 21,9%                   | -2,9%                   | 133           | -10           |
| Комуністична партія (KPD)                                 | 14,6%                   | +1,2%                   | 89            | +12           |
| Партія Центру (Z)                                         | 12,3%                   | +0,6%                   | 75            | +7            |
| Німецька національна народна партія (DNVP)                | 6,1%                    | -1,1%                   | 37            | -4            |
| Баварська народна партія (BVP)                            | 3,6%                    | +0,2%                   | 22            | +3            |
| Німецька народна партія (DVP)                             | 1,2%                    | -3,3%                   | 7             | -23           |
| Німецька демократична партія (DStP)                       | 0,7%                    | -2,8%                   | 4             | -16           |
| Християнсько-соціальна народна служба (CSVD)              | 0,5%                    | -1,5%                   | 3             | -11           |
| Партія німецького середнього класу (WP)                   | 0,3%                    | -3,5%                   | 2             | -21           |
| Німецька фермерська партія                                | 0,3%                    | -0,6%                   | 2             | -4            |
| Сільськогосподарська ліга                                 | 0,3%                    | -0,3%                   | 2             | -1            |
| Німецька сільська партія (DHP)                            | 0,2%                    | -2,8%                   | 1             | -18           |
| Інші праві                                                | 0,2%                    | -0,7%                   | 1             | +1            |
| Інші                                                      | 0,0%                    | -0,3%                   | 0             | +/-0          |
| Всього                                                    | 100,0%                  |                         | 608           | +38           |